# Louise Huff
Pour les articles homonymes, voir Huff (homonymie).

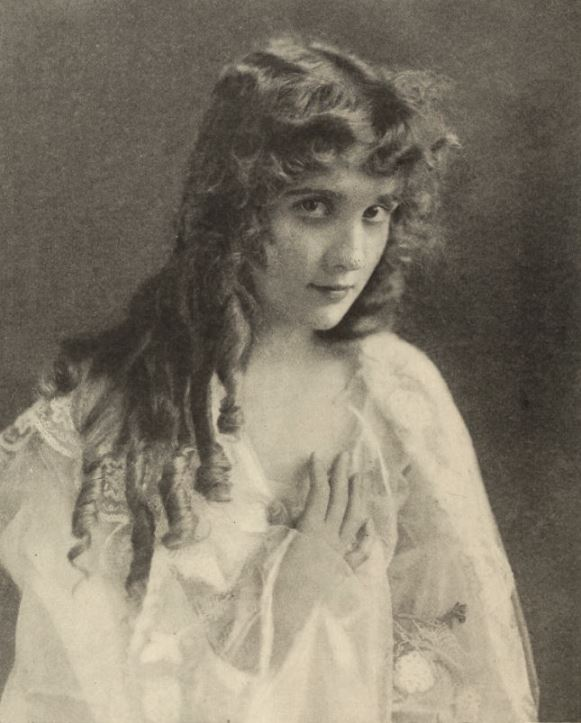
Louise Huff.

Louise Huff (14 novembre 1895 - 22 août 1973) est une actrice américaine de la période du cinéma muet.

## Biographie
Louise Huff est une descendante de James K. Polk, 11e président des États-Unis de 1845 à 1849. Elle commence sa carrière d'actrice à l'âge de 15 ans, et fait ses débuts au cinéma en 1913. Elle est engagée par les studios Lubin et travaille avec l'acteur et réalisateur Edgar Jones, avec qui elle se marie en 1914 et a une fille en 1915. Par la suite elle joue dans des productions de Famous Players-Lasky et Paramount Pictures. Elle divorce de Jones en 1919 et se remarie en 1920 avec Edwin A. Stillman, avec qui elle eut deux autres enfants. À la fin de sa vie, elle réside à New York où elle meurt en août 1973.

## Filmographie
- 1913 : Caprice
- 1915 : The Old Homestead
- 1915 : The Ransom
- 1915 : Marse Covington
- 1916 : Destiny's Toy
- 1916 : Seventeen
- 1916 : The Sphinx
- 1916 : The Reward of Patience
- 1916 : Blazing Love
- 1917 : Les Grandes Espérances (Great Expectations)
- 1917 : The Lonesome Chap
- 1917 : Freckles
- 1917 : What Money Can't Buy
- 1917 : The Varmint
- 1917 : The Ghost House
- 1917 : Jack and Jill
- 1918 : Mile-a-Minute Kendall
- 1920 : The Dangerous Paradise
- 1920 : What Women Want
- 1921 : Disraeli
- 1922 : The Seventh Day